# Uranius Mons
Uranius Mons est un volcan situé sur la planète Mars par 26° N et 267° E, dans le quadrangle de Tharsis. Large de 274 km, il s'élève jusqu'à 3 435 m au-dessus du renflement de Tharsis, culminant à environ 6,5 km d'altitude, au-dessus du niveau de référence martien.
Uranius Patera, nom autrefois donné au volcan, correspond selon la nomenclature de l'UAI à la caldera sommitale.

## Géographie et géologie
Uranius Mons est le plus grand volcan du groupe d'Uranius, qui comprend également Uranius Tholus et Ceraunius Tholus, situé dans le prolongement de l'alignement de volcans de Tharsis Montes en direction de Tempe Fossae et qui serait géologiquement lié à cet ensemble.
|                                                                      |  |                                         |
| Carte de la région d'Olympus Mons et de la chaîne de Tharsis Montes. |  | Topographie d'Uranius Mons par le MOLA. |

Uranius Mons se serait formé à l'Hespérien, il y a 3,7 milliards d'années, et aurait cessé toute activité volcanique il y a 3,5 milliards d'années ; il serait donc sensiblement plus ancien — de plus de cent millions d'années — que les volcans de Tharsis Montes, ce qui illustre le fait que les volcans du renflement de Tharsis sont d'autant plus anciens qu'ils sont situés au nord-est de cette région. Compte tenu de cette ancienneté, l'édifice volcanique est partiellement enfoui sous les coulées de lave qui ont ultérieurement façonné la surface du renflement, ce qui explique son élévation n'atteignant pas 3,5 km au-dessus du renflement alors qu'il s'agirait a priori d'un « gros » volcan.

## Carte
| Airy-0 Alba Patera Olympus Mons Biblis Tholus Uranius Mons Ceraunius Tholus Ascraeus Mons Pavonis Mons Arsia Mons Tharsis Tholus Hecates Tholus Elysium Mons Albor Tholus Apollinaris Patera Noctis Labyrinthus Candor Chasma Valles Marineris Kasei Vallis Shalbatana Vallis Ganges Chasma Ares Vallis Nili Fossae Ma'adim Vallis Argyre Planitia Hellas Planitia Arcadia Planitia Amazonis Planitia Terra Sirenum Solis Planum Tempe Terra Issedon Paterae Aonia Terra Vastitas Borealis Meridiani Planum Noachis Terra Utopia Planitia Acidalia Planitia Arabia Terra Syrtis Major Tyrrhena Terra Hesperia Planum Elysium Planitia Promethei Terra Terra Cimmeria |